# Ernesto Gnesa

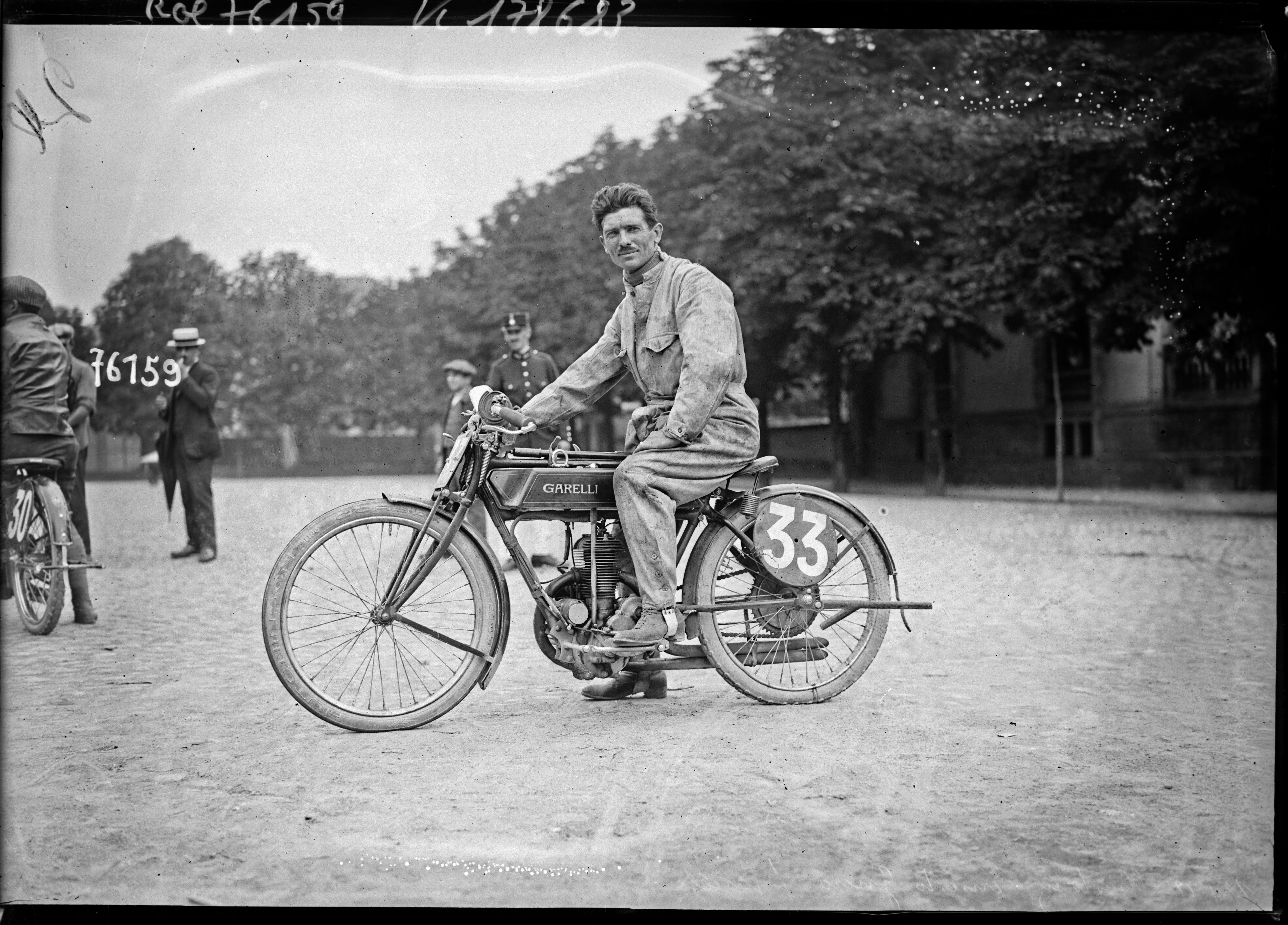
Gnesa auf Garelli beim Großen Preis der Union Motocycliste de France 1922

Ernesto Gnesa (* unbekannt; † 14. September 1961) war ein italienischer Motorradrennfahrer.
Gnesa zählt zu den Pionieren des Motorradsports in Italien und gehört zu den erfolgreichsten Fahrern des italienischen Motorradherstellers Garelli.

## Werdegang
Ernesto Gnesa stammte aus der Schweiz und lebte in Saint-Aubin im Kanton Neuenburg, bevor er mit seiner Familie nach Mailand zog.
Er begann seine Rennfahrerkarriere am Anfang des 20. Jahrhunderts. Im Jahr 1908 nahm er als erster Italiener an der Isle of Man TT teil. Er startete bei der zweiten Auflage des bis heute auf der Isle of Man ausgetragenen Straßenrennens auf einer Rex-Acme in der Twin-Cylinder-Kategorie und beendete das Rennen auf dem 15,85 mi (25,51 km) langen St. John’s Short Course nicht.
Bei der zweiten Auflage der Italienischen Motorrad-Straßenmeisterschaft im Jahr 1912 gewann Gnesa auf einer Bucher & Zeda den Titel in der ⅓-l-Klasse. Die Meisterschaft wurde bei dem über 340 km Gesamtdistanz führenden Straßenrennen Mailand–Aprica–Mailand ausgefahren, das vom kurz zuvor gegründeten Moto Club d’Italia organisiert wurde.
Nach dem Ende des Ersten Weltkriegs belegte Ernesto Gnesa 1919 auf einer Motosacoche hinter Mario Dovo (Della Ferrera) den zweiten Platz in der 500-cm³-Wertung des in Cremona ausgetragenen Rennens um die Italienische Meisterschaft. Im Jahr 1921 gewann er auf einer 500-cm³-Douglas das prestigeträchtige Rennen Circuito delle Tre Regioni. Danach trat er dem Garelli-Werksteam bei und gewann am 12. Juni des Jahres den Großen Preis von Italien auf der Rennstrecke von Orbassano in der Nähe von Turin. Im Jahr 1922 stellte er auf Garelli eine Reihe von Weltrekorden auf und gewann auf der 350-cm³-Doppelkolben-Rennmaschine das 500-cm³-Rennen um den Großen Preis der Nationen in Monza. Beim Großen Preis der Union Motocycliste de France am 12. Juli 1922 in Entzheim nahe Straßburg fuhr er zusammen mit Erminio Visioli (Sieger) und Ottorino Dall’Oglio (Dritter) in der 350er-Klasse einen Dreifachsieg für Garelli ein. Seine Fahrtechnik auf den damals innovativen Garelli-Zweitaktmaschinen mit dem von Adalberto Garelli entwickelten Doppelkolbenmotor wurde vielfach hoch anerkannt.
1923 fuhr Gnesa neben Frank Longman und Bill Hollowell für das A.J.S.-Werksteam und gewann auf der 350-cm³-Rennmaschine des Herstellers aus Wolverhampton, die wegen ihrer großen Auspufföffnung den Spitznamen „Big Port“ erhielt, den Nationen-Grand-Prix in der 350er-Kategorie.
Im Jahr 1924 zog sich Ernesto Gnesa aus dem aktiven Rennsport zurück. Er verbrachte sein weiteres Leben in Mailand und arbeitete in der Motorradindustrie. Ernesto Gnesa starb im Jahr 1961.

## Bedeutung
Gnesas Erfolge trugen entscheidend zur internationalen Bekanntheit der Marke Garelli bei. Er war in den frühen 1920er-Jahren das Gesicht des italienischen Zweitakterfolgs und wurde später als Vorbild für jüngere Fahrer wie Tazio Nuvolari oder Achille Varzi betrachtet, die ebenfalls ihre Karrieren bei Garelli begannen.

## Statistik

### Erfolge
- 1912 – Italienischer Meister in der ⅓-l-Klasse auf Bucher & Zeda

### Rennsiege
| Jahr | Klasse    | Maschine                   | Rennen            | Strecke            |
| ---- | --------- | -------------------------- | ----------------- | ------------------ |
| 1921 | unbekannt | Circuito delle Tre Regioni | Douglas           |                    |
| 1921 | 350 cm³   | Großer Preis von Italien   | Garelli           | Turin              |
| 1922 | 350 cm³   | Circuito del Lario         | Garelli           | Circuito del Lario |
| 1922 | 500 cm³   | Großer Preis der Nationen  | Garelli (350 cm³) | Circuito di Monza  |
| 1923 | 350 cm³   | Großer Preis der Nationen  | A.J.S.            | Circuito di Monza  |